# Andrej Bajuk
Andrej Bajuk (ur. 18 października 1943 w Lublanie, zm. 16 sierpnia 2011 tamże) – słoweński polityk i przedsiębiorca, w 2000 premier Słowenii, parlamentarzysta i minister finansów.

## Życiorys

### Działalność do 1999
Urodził się na terenie okupowanej przez wojska niemieckie Słowenii. Jego rodzina opuściła kraj w 1945 po przejęciu władzy przez komunistów. Po trzech latach, spędzonych w obozie dla uchodźców w dolnej i górnej Austrii, wyjechała do Argentyny, gdzie osiedliła się w mieście Mendoza.
Andrej Bajuk uzyskał dyplom licencjacki z ekonomii na Universidad Nacional de Cuyo w Mendozie. Po międzynarodowych dwuletnich studiach organizowanych przez Uniwersytet Chicagowski uzyskał magisterium. Kształcił się także na Uniwersytecie Kalifornijskim w Berkeley. Po zakończeniu edukacji wrócił do Mendozy, gdzie na tamtejszym uniwersytecie rozpoczął prowadzenie wykładów z ekonomii. Później wyjechał do Waszyngtonu, był zatrudniony w Banku Światowym i w Międzyamerykańskim Banku Rozwoju (BID). W instytucji tej doszedł do stanowiska doradcy wicedyrektora. Był później członkiem rady dyrektorów, a od 1994 europejskim przedstawicielem BID w Paryżu.

### Działalność od 1999
W połowie 1999 powrócił na stałe do Słowenii, zaangażował się w działalność polityczną w ramach Słoweńskich Chrześcijańskich Demokratów. Po zjednoczeniu ze się tego ugrupowania oraz Słoweńskiej Partii Ludowej został wiceprzewodniczącym wspólnej formacji SLS+SKD.
3 maja 2000, po upadku centrolewicowego gabinetu Janeza Drnovška, Andrej Bajuk stanął na czele rządu, tworzonego przez centroprawicową koalicję. W sierpniu tego samego roku odszedł z SLS+SKD i wraz z grupą stronników (do których należał m.in. Lojze Peterle) powołał partię Nowa Słowenia. Został też wybrany do Zgromadzenia Państwowego w wyborach krajowych. 16 listopada 2000 na urzędzie premiera zastąpił go ponownie Janez Drnovšek, któremu udało się uzyskać większość w parlamencie.
W 2004 lider NSi uzyskał reelekcję, zrezygnował jednak z mandatu poselskiego w związku z powołaniem go na funkcję ministra finansów w rządzie Janeza Janšy. Urząd ten sprawował przez cztery lata. W wyborach w 2008 Nowa Słowenia nie przekroczyła progu wyborczego. W rezultacie Andrej Bajuk zrezygnował z kierowania tym ugrupowaniem, został zastąpiony przez Ljudmilę Novak.